# Bedingungslos (2012)
Bedingungslos ist ein US-amerikanisches Filmdrama aus dem Jahr 2012, das die biografischen Erlebnisse des sozial engagierten Joe Bradford wiedergibt.

## Handlung
Samantha ist gerade an einem Tiefpunkt ihres Lebens angekommen, da trifft sie ihren Freund Joe Bradford aus Kindertagen zufällig wieder. Bei ihm findet sie wieder etwas Halt. Sie begleitet ihn fortan bei seiner Arbeit als Jugendgruppenleiter, die er mit Hingabe und großem Engagement erfüllt. Sam nimmt an den Freizeitaktivitäten der Gruppe teil und kann so etwas Abstand von den tragischen Ereignissen der jüngsten Vergangenheit gewinnen. Nebenbei erobert eines von Joes Schützlingen, das schwarze stumme Mädchen Keisha, ihr Herz.
Um Joes Gesundheit ist es schlecht bestellt. Er ist Dialyse-Patient und eines Tages versagen seine Nieren komplett, da er seine Behandlungstermine nicht immer wahrnimmt. Seine Arbeit war ihm bisher wichtiger. Durch diesen Notfall steigt er in der Warteliste für Nierentransplantationen auf den vordersten Platz. Eine Spenderniere wird ihm eingesetzt. Die OP verläuft erfolgreich. Er kann seine Arbeit mit benachteiligten schwarzen Kindern nach vollständiger Genesung fortsetzen. Auch Sam sieht wieder einen Sinn in ihrem Leben. Ihren langjährigen Plan, ein Kinderbuch zu schreiben, setzt sie in die Tat um.

## Wissenswertes
Der Film, dessen Budget geschätzte 2 Mio. Dollar beträgt, wurde im US-Bundesstaat Tennessee gedreht, wo auch Joe Bradfords Wirkungsstätte liegt.
In seiner Heimat, den USA konnte ein Einspielergebnis von rund 1 Mio. Dollar erzielt werden.